# San Francisco 49ers 1986
La stagione 1986 dei San Francisco 49ers è stata la 37ª della franchigia nella National Football League. Questa tornò a vincere la NFC West division dopo un anno di digiuno e fu eliminata nel primo turno di playoff dai New York Giants, futuri vincitori del Super Bowl XXI.

## Partite

### Stagione regolare
| Turno | Data              | Avversario                         | Risultato     | Pubblico |
| ----- | ----------------- | ---------------------------------- | ------------- | -------- |
| 1     | 7/9/1986          | at Tampa Bay Buccaneers            | V 31–7        | 50,780   |
| 2     | 14/9/1986         | at Los Angeles Rams                | S 13–16       | 65,195   |
| 3     | 21/9/1986         | New Orleans Saints                 | V 26–17       | 58,297   |
| 4     | 28/9/1986         | at Miami Dolphins                  | V 31–16       | 70,264   |
| 5     | 5/10/1986         | Indianapolis Colts                 | V 35–15       | 57,252   |
| 6     | 12/10/1986        | Minnesota Vikings                  | L 24–27 (DTS) | 58,637   |
| 7     | 19/10/1986        | at Atlanta Falcons                 | P 10–10 (DTS) | 55,306   |
| 8     | 26/10/1986        | at Green Bay Packers (a Milwaukee) | V 31–17       | 50,557   |
| 9     | 2/11/1986         | at New Orleans Saints              | S 10–23       | 53,234   |
| 10    | 9/11/1986         | St. Louis Cardinals                | V 43–17       | 59,172   |
| 11    | 17/11/1986 (Lun.) | at Washington Redskins             | L 6–14        | 54,774   |
| 12    | 23/11/1986        | Atlanta Falcons                    | V 20–0        | 58,747   |
| 13    | 1/12/1986 (Lun.)  | New York Giants                    | S 17–21       | 59,777   |
| 14    | 7/12/1986         | New York Jets                      | v 24–10       | 58,091   |
| 15    | 14/12/1986        | at New England Patriots            | V 29–24       | 60,787   |
| 16    | 19/12/1986 (Ven.) | Los Angeles Rams                   | V 24–14       | 60,366   |

### Playoff
| Turno      | Data     | Avversario         | Risultato |
| ---------- | -------- | ------------------ | --------- |
| Divisional | 4/1/1987 | at New York Giants | S 3-49    |

## Premi
- Joe Montana

comeback player of the year